# Автошлях Т 0601
Автошля́х Т-06-01  ( Баранівка - Висока Піч)— автомобільний шлях територіального значення в Житомирській області. Проходить територією Звягельського та Житомирського районів через Баранівку — Високу Піч у Житомирській області. Загальна довжина — 44,3 км.  Раніше починався від Р-49. Тепер ділянка від Р-49 до Баранівка є обласним шляхом О 060104 ( Дубрівка - Баранівка).
Автошлях проходить через населені пункти Дубрівка (Р49), Берестівка, Ситисько, Середня, Йосипівка, Баранівка (Т 0612), Залужне (Т 0618), Старочуднівська Гута, Висока Піч (Н03).